# Кенарева, Людмила Фёдоровна
Людмила Федоровна Кенарева (1940—2021) — деятель образования, российский тренер по спортивной гимнастике, заслуженный работник физической культуры России (2006), мастер спорта СССР по спортивной гимнастике (1960 г.), мастер спорта Российского любительского лыжного союза (1998 г.), кандидат педагогических наук (1981 г.), доцент.

## Биография
После окончания Петрозаводского школьного педучилища в 1958 г. пединститута работала в нем преподавателем кафедры теоретических основ физвоспитания.
В 1962 г. окончила Карельский педагогический институт по специальности «физическая культура, анатомия и физиология человека», работала на кафедре теории и методики физического воспитания и гимнастики.
С 1974 г. поступила в очную аспирантуру при Ленинградском государственном пединституте им. А. И. Герцена, С 1984 — доцент по кафедре теоретических основ физического воспитания Карельского педуниверситета. С 2013 г. — доцент Петрозаводского государственного университета. Подготовила многих мастеров спорта по спортивной гимнастике Карелии, тренировала сборные Карелии по спортивной гимнастике. С 1996 г. — член сборной команды России Российского лыжного любительского союза (ветеранской).
Л. Кенарева — неоднократный победитель и призёр первенств Карельской АССР по спортивной гимнастике, участница Спартакиады народов СССР 1956 г. в составе сборной команды Карельской АССР.
Участница, победитель и призер Первенств СССР и России, международных, евразийских чемпионатов и кубков мира мастеров в Финляндии (1996), Италии (1997), США (1998), Швейцарии (1999), Швеции (2000), Австрии (2001), Канаде (2002), Австрии (2003), Норвегии (2004), России (2005), Италии (2006), Франции (2009), Швеции (2010), Канаде (2011), Германии (2012). В Италии (2006) внесла достойный вклад в победу Российской ветеранской сборной, завоевав 2 золотые и 2 серебряные медали. Ежегодный участник Международного праздника Севера в г. Мурманске, победитель марафона (50 км).
Участницы первых зимних неофициальных олимпийских игр в Словении (г. Блед, 2010).

## Награды и звания
- Ветеран труда
- Отличник физической культуры и спорта (1990)
- Лауреат 2001 года Республики Карелия"
- Почетный работник высшего профессионального образования РФ (2012)
- Заслуженный работник физической культуры Карельской АССР (1991)
- Заслуженный работник физической культуры РФ (2006)

## Избранные работы
- Кенарева Л. Ф. Специфические ценности физической культуры и спорта и их влияние на здоровье и образ жизни людей // Социальные науки и общественное здоровье: теоретические подходы, эмпирические исследования, практические решения: материалы II международной научно-практической конференции 20-21 апреля 2012 года
- Кенарева Л. Ф. Профессиональная творческая деятельность спортивного педагога // Современные фундаментальные и прикладные исследования: Международное научное издание — № 1 — 2011 г. — Кисловодск: Изд-во УЦ «МАГИСТР», 2011 г.;
- Кенарева Л. Ф. Формирование творческой личности спортивного педагога : учебное пособие для студентов, обучающихся по специальности 050720.65 «Физическая культура» Петрозаводск : Издательство ПетрГУ, 2014. — 37 с.
- Кенарева Л. Ф. Возможности овладения педагогической наукой студентами факультета физической культуры / Л. Ф. Кенарева // Здоровье молодежи — будущее России : Материалы 11-й научно-практической конференции, посвященной 65-летию Петрозаводского государственного университета (8 — 9 июня 2005 года). — Петрозаводск, 2005. — С. 48-52
- Кенарева Л. С. Методические рекомендации к изучению курса «Массовые гимнастические выступления и праздники» / сост. Л. Ф. Кенарева. —изд. 2-е, стереотипное. —Петрозаводск, 2014.
- Кенарева, Л.Ф. Особенности эстетической подготовки будущих учителей физической культуры // Современные проблемы профессионально-педагогической подготовки будущего учителя физической культуры. — Петрозаводск, 1993. — С. 50-52
- Кенарева Л. Ф. Вопросы нравственного формирования личности будущих специалистов по физической культуре и спорту // Совершенствование форм и методов учебно-воспитательного процесса в школе и вузе. — Петрозаводск, 1990. — Ч. 1. — С. 99-102
- Кенарева Л. Ф. Содержание и организация подготовки студентов к воспитательной работе с учащимися // Проблемы совершенствования подготовки учительских кадров в университетах : Тезисы докл. межвузовской научно-практической конференции. — Петрозаводск, 1989. — С.85-87
- Кенарева Л. Ф. Особенности художественной выразительности движений в спорте // Художественная деятельность: эстетические, психологические и методические проблемы. — Петрозаводск, 1985. — С.111-113
- Кенарева Л. Ф. Эстетическое воспитание юных спортсменов : (методические рекомендации тренерам ДЮСШ и организаторам детских спортивных клубов по месту жительства) / Ком. по физ. культуре и спорту при Совете министров Карел. АССР ; сост.: А. И. Бабаков, Л. Ф. Кенарева, А. С. Кирилкин. — Петрозаводск : [б. и.], 1982. — 21 с.